# Блесс, Светлана
Светлана Блесс (латыш. Svetlana Bless; 4 ноября 1942 — 14 октября 2022) — советская и латвийская актриса.

## Биография
Светлана Блесс (встречается вариант написания имени Светлана Блесе (латыш. Svetlana Blese) родилась 4 ноября 1942 года в деревне Райнфельд Марьяновского района Омской области, в семье инженера.
Окончила 5-ю Рижскую среднюю школу (1962), отделение клоунады и музыкального жанра Государственного училища циркового и эстрадного искусства (1968). Училась на экономическом и юридическом факультетах Латвийского государственного университета (1962—1964).
Работала чтецом в Латвийской филармонии (1968—1969), актрисой Валмиерского драматического театра (1969—1976), актрисой Государственного драматического театра им. А. Упита (Национального театра).
Снималась в небольших ролях в фильмах Рижской киностудии. Дебютировала в эпизодической роли в фильме режиссёра Яниса Стрейча «Театр» (1978).
Была замужем за певцом Адольфом Путисом.
Скончалась 14 октября 2022 года.

## Творчество

### Роли в театре

#### Валмиерский драматический театр
- 1970 — «Женитьба» Н. В. Гоголя — Агафья Тихоновна
- 1970 — «Блудный сын» Рудольфа Блауманиса — Ажа
- 1971 — «Мышеловка» Агаты Кристи — Миссис Бойл
- 1971 — «Пять вечеров» Александра Володина — Зоя
- 1972 — «Идол» Дж. М. Замфиреску — Фрося
- 1973 — «Чёрная комедия» Питера Шеффера — Фернивела
- 1974 — «Прошлым летом в Чулимске» Александра Вампилова — Хороших
- 1974 — «Три сестры» А. П. Чехова — Анфиса

#### Драматический театр им. А. Упита (Национальный театр)
- 1977 — «Время большой надежды» И. Пинниса — Луция
- 1978 — «Мир входит в дом» Паула Путниньша — Юлита
- 1979 — «Аморальная история» Эмиля Брагинского и Эльдара Рязанова — Одинцова
- 1979 — «Эмиль и берлинские мальчишки» Эриха Кестнера — Бабушка Эмиля
- 1980 — «Времена землемеров» Рейниса и Матиса Каудзит — Олиниете
- 1984 — «Бабочка… Бабочка» Альдо Николаи — Фока
- 1985 — «За цветами, где семейные часы» Паула Путниньша — Виктория
- 1986 — «Вагончик» Нины Павловой — Пашина
- 1987 — «С хибарой в церковь» Паула Путниньша — Коллега
- 1989 — «Женская сила» Анны Бригадере — Сауспурвене
- 1991 — «Большой улов» Анны Бригадере — Трининя
- 1994 — «Приблудившийся котёнок» Я. Петерсона — Хелена
- 1996 — «Третье слово» Алехандро Касона — Анхелина
- 1997 — «Сын рыбака» по роману Вилиса Лациса — Милтиня
- 1998 — «Неугомонный дух» Ноэла Кауарда — Мадам Аркати

### Фильмография
- 1974 — Приморский климат — Узупе
- 1978 — Театр
- 1979 — Незаконченный ужин — Ева Свенссон
- 1979 — Всё из-за этой шальной Паулины — Майга
- 1982 — Краткое наставление в любви — Тергатая
- 1982 — Личная жизнь Деда Мороза — буфетчица
- 1985 — Последняя индульгенция
- 1987 — Стечение обстоятельств — Сильвия
- 1995 — Рижские псы — Вера
- 2001 — Верная рука